# Parsac
Parsac è un comune francese di 823 abitanti situato nel dipartimento della Creuse nella regione della Nuova Aquitania. Comune autonomo fino al 2015, dal 1º gennaio 2016 si è fuso con il comune di Rimondeix per formare il nuovo comune di Parsac-Rimondeix e dal 2016 al 2024 è stato quindi una frazione e comune delegato. Il 1 gennaio 2025 è tornato ad essere un comune con la fusione di Parsac-Rimondeix e Blaudeix.

## Società

### Evoluzione demografica
Abitanti censiti